# Карнобат (община)
Община Карнобат се намира в Югоизточна България и е една от съставните общини на област Бургас.

## География

### Географско положение, граници, големина
Общината се намира в централната и северозападната част на област Бургас. С площта си от 835,468 km2 заема 2-ро място сред 13-те общини на областта, което съставлява 10,78% от територията на областта. Границите ѝ са следните:
- на северозапад – община Сунгурларе;
- на североизток – община Руен;
- на югоизток – община Камено;
- на юг – община Средец;
- на запад – община Стралджа от област Ямбол.

### Релеф, води, климат, почви, минерални ресурси

#### Релеф
Преобладаващият релеф на общината е равнинният. Северната половина се заема от югоизточната част на Карнобатската котловина, а южната – от най-северозападните, хълмисти части на Бургаската низина. Тук в коритото на Русокастренска река, югоизточно от село Сърнево се намира най-ниската точка на общината – 40 m н.в. В най-северната част на общината, по границата с общините Сунгурларе и Руен попадат южните склонове на Карнобатска планина (част от Източна Стара планина) с най-високата си точка връх Илийца (684 m), разположен северозападно от село Раклица. В центъра на общината, южно от общинския център се издига възвишението Хисар с най-висока точка връх Хисар (403 m), южните склоновете на което постепенно потъват в Бургаската низина. В западната половина попадат части от нископланинския рид Терзийски баир (част от Източна Стара планина) с най-високата си точка връх Яланджия (362 m).

#### Води и водни ресурси
По билото на Карнобатска планина, след това на юг, а после на югозапад по билото на възвишението Хисар преминава главния вододел на България. По този начин северната, северозападната и западната част на общината попадат в Беломорския водосборен басейн. Тук в западната част на Карнобатската котловина основната река е Мочурица (ляв приток на Тунджа), която протича от северозапад на югоизток, а западно от град Карнобат завива на югозапад и навлиза в Област Ямбол. Южната част на общината попада в черноморския водосборен басейн и се отводнява от горните течения на реките Русокастренска с левия си приток Хаджиларска река и Чукарска, които водят началото си от възвишението Хисар и текат на югоизток.
Повърхностният отток се формира от дъждовни води и в малка степен от топенето на снеговете. Честите и продължителни летни засушавания и високите изпарения през този период водят до пресъхване на малките притоци, а по-големите реки силно намаляват водните си количества. Повърхностният отток, при суха година с 95% обезпеченост, пада до 35,5 l/m2 при средногодишен показател за Бургаска област – 130 l/m2 и за страната – 176 l/m2.
На много от притоците има изградени язовири и микроязовири (около 80 бр.), със средна площ 50 – 80 дка, чиито води се използват за риболов и напояване.
За водоснабдяване на общината интерес представляват подземните води, които са с по-постоянен дебит, както в многогодишен, така и в годишен разрез, макар че районът се отнася към бедните в това отношение. Литоложкият строеж и условията на залягане на отделните типове скали обуславят формирането на грунтови и пукнатинни води. За почти всички населени места в общината са правени сондажни проучвания за нуждите на водоснабдяването им. Най-големите прогнозни количества показват данните за водоизточник в село Аспарухово и село Смолник – 15 l/s. Установените водни количества на подземни води на територията на общината са недостатъчни за задоволяване на нуждите ѝ. Недостигът се осигурява от водостопанската система на язовир „Камчия“ – 200 l/s.

#### Климат
Територията на община Карнобат попада в преходно-континенталната климатична област. Формирането на климата е под влиянието на океански въздушни маси, които нахлуват от запад и северозапад и на континентални от североизток. Теренните условия и близостта на Черно море са допълнителни фактори, които влияят върху климатичните елементи.
Средногодишната температура от 11,4 °С на въздуха и средномесечната температура на най-студения месец януари от 0,1 °C го определят като район с мек климат.
Валежите, като важен климатичен ресурс, са в размер на 549 mm средногодишно. Годишното разпределение по месеци е неравномерно. Максимумът на валежите е летен и в същото време месец август е най-сухият. Характерни са интензивните засушавания през лятото и есента, които понякога продължават 30 и повече дни. Снежната покривка е неустойчива. Продължителността ѝ се увеличава в северна посока. Първата снежна покривка се образува, по принцип, в средата на декември и изчезва сравнително рано – в началото на март. През последните години се забелязва тенденция на скъсяване на този период и редуване на интервали със и без снежна покривка през зимните месеци.
Преобладаващите ветрове в района са североизточните и северните. Липсата на високи оградни планини и слабата залесеност на района обуславят и големи скорости на вятъра.
Като цяло климатичните ресурси на общината предлагат широки възможности за стопанско използване. В агроклиматичен аспект територията попада в два пояса: пояс на средно топлолюбиви култури и пояс на топлолюбиви култури.

#### Почви
В общината са разпространени няколко типа почви. Основният тип са излужените смолници. Локално разпространение имат излужено-канелените и алувиалните почви.
Излужените смолници са развити върху равни и слабо дренирани повърхности. Имат рохкав строеж. Отличават се с високо минерално съдържание, значителна хидрофилност и неблагоприятни физико-механични свойства. Макар че са добре запазени с хранителни вещества, за подобряване на хранителния им режим се нуждаят от наторяване с органични и минерални торове. Подходящи са за отглеждане на всички селскостопански култури и най-вече пшеница, ечемик, слънчоглед, царевица, кореандър, фий, люцерна, както и за овощарство и лозарство.
Излужените канелени почви се срещат в района на град Карнобат. Структурата на горния слой обикновено е силно разпрашена, но имат сравнително добра почвена структура, която в дълбочина се влошава. Водопроницаемостта е ниска, а хранителните вещества ограничени, което налага обилно комбинирано азотно – фосфорно торене. Подходящи са за полски култури – пшеница, ечемик, фий, царевица, слънчоглед, тютюн, ръж.
Алувиалните почви са разпространени по поречието на река Мочурица. Притежават благоприятни физико-механични, водни, топлинни свойства и високи подпочвени води. Подходящи са за отглеждане на всички видове зеленчуци, люцерна, цвекло и др.

#### Минерални ресурси
Общината е бедна на полезни изкопаеми. Разкрити са кариери за строителни материали с местно и регионално значение:
пясък – кариерата се намира северно от язовир „Церковски“, почти непосредствено до брега, на около 2 – 3 km югоизточно от село Венец. Добивният пласт е представен от плиоценски материали. Теренът е зает от ниви.
торф – намира се в блатната територия югозападно от село Венец, на около 1 km, на площ около 6 km2, неизползвани.
глини – под торфа се намира пласт глина. Други две находища има открити около град Карнобат.

## Население

### Населени места
Общината има 31 населени места с общо население 20 840 жители към 7 септември 2021 г.
| Населено място  | Население (2021 г.) | Площ на землището, km2 | Забележка (старо име)                                                                           | Населено място  | Население (2021 г.) | Площ на землището, km2 | Забележка (старо име) |
| --------------- | ------------------- | ---------------------- | ----------------------------------------------------------------------------------------------- | --------------- | ------------------- | ---------------------- | --- |
| Аспарухово      | 134                 | 24,746                 | Янък балабанлии (до 1925 г.)                                                                    | Козаре          | 12                  | 11,338                 | Кара кая (до 1934 г.) |
| Венец           | 211                 | 31,461                 | Аладаглии (до 1934 г.)                                                                          | Крумово градище | 328                 | 26,903                 | Кулазлии (до 1934 г.) |
| Глумче          | 83                  | 9,109                  | Ахмачево (до 1934 г.)                                                                           | Крушово         | 75                  | 22,984                 | Тараш кьой (до 1899 г.) |
| Деветак         | 125                 | 39,946                 | Иситлии (до 1934 г.)                                                                            | Мъдрино         | 73                  | 12,314                 | Кадъ кьой (до 1934 г.) |
| Деветинци       | 33                  | 16,436                 | Докузек (до 1934 г.)                                                                            | Невестино       | 338                 | 24,908                 | Герделии (до 1934 г.) |
| Детелина        | 229                 | 17,907                 | Барганлии (до 1934 г.), Барган (от 1934 г. до 1980 г.)                                          | Огнен           | 134                 | 29,321                 | Българско бей кьой (до 1934 г.) |
| Добриново       | 91                  | 27,383                 | Хас беглии (до 1934 г.)                                                                         | Раклица         | 71                  | 34,388                 | Шихларе (до 1934 г.) |
| Драганци        | 106                 | 13,570                 | Хаджи балабанлии (до 1934 г.)                                                                   | Сан-Стефано     | 67                  | 21,793                 | Исмаил факъ (до 1934 г.) |
| Драгово         | 224                 | 18,147                 | Дживирлии, Джувирлии (до 1934 г.)                                                               | Сигмен          | 148                 | 23,952                 | |
| Екзарх Антимово | 969                 | 49,540                 | Ачларе (до 1934 г.)                                                                             | Смолник         | 57                  | 21,767                 | Тас тепе (до 1978 г.) |
| Железник        | 43                  | 20,597                 | Евренлии (до 1934 г.)                                                                           | Соколово        | 274                 | 19,451                 | Дуванджа (до 1934 г.) |
| Житосвят        | 89                  | 31,281                 | Джумалии (до 1934 г.), Хаджи Мариново (от 1934 г. до 1943 г.), Житосвет (от 1943 г. до 1966 г.) | Сърнево         | 131                 | 22,130                 | Караджиларе (до 1925 г.) |
| Зимен           | 95                  | 20,940                 | Къшла кьой (до 1934 г.)                                                                         | Хаджиите        | 228                 | 28,146                 | Хаджиларе (до 1934 г.) |
| Искра           | 321                 | 35,919                 | Турско бей кьой (до 1906 г.)                                                                    | Церковски       | 122                 | 19,911                 | Бюкюрджалии (до 1934 г.), Вирово (от 1934 г. до 1937 г.), Нейчево (от 1934 г. до 1954 г.), Цанко Церковски (от 1954 г. до 1960 г.) |
| Карнобат        | 15249               | 109,657                | Поляновград (от 1953 г. до 1962 г.)                                                             | Черково         | 136                 | 30,318                 | Дуванларе (до 1934 г.) |
| Кликач          | 644                 | 19,205                 | Теллял кьой (до 1934 г.)                                                                        | ОБЩО            | 20840               | 835,468                | няма населени места без землища |

### Движение на населението
Население на община Карнобат през годините, по данни на НСИ:
| Година | Население |
| 2010   | 26 044    |
| 2011   | 25 187    |
| 2012   | 24 826    |
| 2013   | 24 516    |
| 2014   | 24 213    |
| 2015   | 24 117    |
| 2016   | 23 830    |
| 2017   | 23 607    |
| 2018   | 23 380    |
| 2019   | 23 066    |
| 2020   | 22 942    |
| 2021   | 22 464    |
| 2022   | 20 349    |
| 2023   | 20 144    |

### Численост и движение
Раждаемост, смъртност и естествен прираст през годините, според данни на НСИ:
|                   | 2008 | 2009 | 2010 | 2011 | 2012 | 2013 | 2014 | 2015 | 2016 | 2017 | 2018 | 2019 | 2020 | 2021 | 2022 | 2023 |
| Раждаемост        | 272  | 301  | 278  | 261  | 257  | 235  | 241  | 235  | 237  | 242  | 250  | 229  | 225  | 203  | 182  | 189  |
| Смъртност         | 512  | 487  | 482  | 422  | 443  | 413  | 416  | 417  | 399  | 411  | 429  | 417  | 483  | 589  | 423  | 370  |
| Естествен прираст | -240 | -186 | -204 | -161 | -186 | -178 | -175 | -182 | -162 | -169 | -179 | -188 | -258 | -386 | -241 | -181 |

Коефициент на раждаемост, смъртност и естествен прираст през годините, според данни на НСИ (средно на 1000 души, в ‰):
|                   | 2008 | 2009 | 2010 | 2011 | 2012 | 2013 | 2014 | 2015 | 2016 | 2017 | 2018 | 2019 | 2020  | 2021  | 2022  | 2023 |
| Раждаемост        | 10.0 | 11.2 | 10.7 | 10.4 | 10.4 | 9.6  | 10.0 | 9.7  | 10.0 | 10.3 | 10.7 | 9.9  | 9.8   | 9.0   | 8.9   | 9.4  |
| Смъртност         | 18.8 | 18.2 | 18.5 | 16.8 | 17.8 | 16.8 | 17.2 | 17.3 | 16.7 | 17.4 | 18.4 | 18.1 | 21.1  | 26.2  | 20.8  | 18.4 |
| Естествен прираст | -8.8 | -7.0 | -7.8 | -6.4 | -7.4 | -7.2 | -7.2 | -7.6 | -6.7 | -7.1 | -7.7 | -8.2 | -11.3 | -17.2 | -11.9 | -9.0 |

### Етнически състав
Численост и дял на етническите групи според преброяването на населението през 2011 г.:
|                     | Численост | Дял (в %) |
| Общо                | 25 477    | 100.00    |
| Българи             | 19 030    | 74.69     |
| Турци               | 2125      | 8.34      |
| Цигани              | 1202      | 4.71      |
| Други               | 289       | 1.13      |
| Не се самоопределят | 141       | 0.55      |
| Неотговорили        | 2690      | 10.55     |

## Административно-териториални промени
- през 1889 г. – изселено с. Касаплии без административен акт;
- Указ № 469/обн. 05.09.1895 г. – признава н.м. Тас тепе за с. Тас тепе;
- Указ № 384/обн. 18.08.1899 г. – преименува с. Тараш кьой на с. Крушово;
- Указ № 462/обн. 21.12.1906 г. – преименува с. Турско бей кьой на с. Искра;
- Указ № 86/обн. 26.03.1925 г. – преименува с. Янък балабанлии на с. Аспарухово;
- МЗ № 2820/обн. 14.08.1934 г. – преименува с. Барганлии на с. Барган;

– преименува с. Аладаглии на с. Венец;
– преименува с. Бюкюрджалии на с. Вирово;
– преименува с. Ахмачево на с. Глумче;
– преименува с. Иситлии на с. Деветак;
– преименува с. Докузек на с. Деветинци;
– преименува с. Хас беглии на с. Добриново;
– преименува с. Хаджи балабанлии на с. Драганци;
– преименува с. Дживирлии (Джувирлии) на с. Драгово;
– преименува с. Ачларе на с. Екзарх Антимово;
– преименува с. Евренлии на с. Железник;
– преименува с. Къшла кьой на с. Зимен;
– преименува с. Теллял кьой на с. Кликач;
– преименува с. Кара кая на с. Козаре;
– преименува с. Кулазлии на с. Крумово градище;
– преименува с. Кадъ кьой на с. Мъдрино;
– преименува с. Герделии на с. Невестино;
– преименува с. Българско бей кьой на с. Огнен;
– преименува с. Шихларе на с. Раклица;
– преименува с. Исмаил факъ на с. Сан-Стефано;
– преименува с. Дуванджа на с. Соколово;
– преименува с. Хаджиларе на с. Хаджиите;
– преименува с. Джумалии на с. Хаджи Мариново;
– преименува с. Дуванларе на с. Черково;
- Указ № 86/обн. 26.03.1925 г.– преименува с. Караджиларе на с. Сърнево;
- МЗ № 856/обн. 14.05.1937 г. – преименува с. Вирово на с. Нейчево;
- МЗ № 168/обн. 22 януари 1943 г. – преименува с. Хаджи Мариново на с. Житосвет;
- Указ № 395/обн. 29.09.1953 г. – преименува гр. Карнобат на гр. Поляновград;
- Указ № 333/обн. 16.02.1954 г. – преименува с. Нейчево на с. Цанко Церковски;
- Указ № 169/обн. 10.05.1960 г. – преименува с. Цанко Церковски на с. Церковски;
- Указ № 21/обн. 19 януари 1962 г. – възстановява старото име на гр. Поляновград – гр. Карнобат;
- Указ № 960/обн. 4 януари 1966 г. – уточнява името на с. Житосвет на с. Житосвят;
- Указ № 1060/обн. ДВ бр.43/02.06.1978 г. – преименува с. Тас тепе на с. Смолник;
- Указ № 519/обн. ДВ бр.26/01.04.1980 г. – преименува с. Барган на с. Детелина;
- Указ № 268/обн. 13.08.2002 г. – отделя с. Огнен и землището му от община Сунгурларе и го присъединява към община Карнобат.

## Транспорт
През средата на общината, от запад на изток преминава участък от 29 km от трасето на жп линията София – Карлово – Бургас, а от северозапад на югоизток – последният участък от 8 km от трасето на жп линията Комунари – Карнобат.
През общината преминават частично или изцяло 6 пътя от Републиканската пътна мрежа на България с обща дължина 121,7 km:
- участък от 26 km от автомагистрала „Тракия“ (от km 308 до km 334);
- участък от 30,9 km от Републикански път I-6 (от km 439,8 до km 470,7);
- последният участък от 11,5 km от Републикански път II-73 (от km 78,4 до km 88,9);
- последният участък от 3,2 km от Републикански път III-705 (от km 22,5 до km 25,7);
- последният участък от 27,7 km от Републикански път III-795 (от km 28,7 до km 56,4);
- последният участък от 22,4 km от Републикански път III-5391 (от km 3,2 до km 25,6).

## Топографска карта
- Лист от карта K-35-42. Мащаб: 1 : 100 000.
- Лист от карта K-35-43. Мащаб: 1 : 100 000.
- Лист от карта K-35-54. Мащаб: 1 : 100 000.
- Лист от карта K-35-55. Мащаб: 1 : 100 000.